# 粗紋玉黍螺
粗紋玉黍螺为玉黍螺科玉黍螺屬下的一个种。主要分布于新加坡、马来西亚、印度尼西亚、韩国、台湾，也見於香港馬灣的海域。常栖息在红树林、潮间带岩礁。

## 外部連結
- 維基物種上的相關：粗紋玉黍螺